# Henrietta (keresztnév)
A  Henrietta név a Henrik férfinév francia kicsinyítőképzős női változatából, az Henriette-ből származó Henriett latinos továbbképzése.

## Rokon nevek
Anriett, Etta, Harriet, Heni, Henriett, Hetti, Indra, Jetta, Jetti, Rika

## Gyakorisága
Az 1990-es években a Henriett ritka, a Henrietta gyakori név volt, az Indra és a Jetta szórványosan fordult elő, a 2000-es évek elején a Henriett, Jetta és Indra nem szerepel a 100 leggyakoribb női név között, a Henrietta 2003 és 2006 között a 83–96. helyen szerepelt, azóta nincs az első százban.

## Névnapok
- Henriett, Henrietta: január 25.,[2] március 2.,[2] március 16.,[2] július 13.[2]
- Indra: július 13.,[5] augusztus 4.[2]
- Jetta: március 16.[6]

## Híres Henriettek, Henrietták, Indrák, Jetták, Etták és Harrietek
- Tunyogi Henriett balettművész
- Dér Henrietta énekesnő
- Ónodi Henrietta tornász
- Harriet Bland olimpiai bajnok, amerikai atléta
- Harriet Bosse német származású norvég-svéd színész
- Harriet Martineau angol írónő és filozófus
- Harriet Hosmer amerikai szobrásznő
- Harriet Smithson ír színésznő
- Harriet Tubman amerikai abolicionista
- Harriet Andersson svéd színésznő
- Harriet Beecher Stowe amerikai író, abolicionista
- Fajcsák Henrietta költő, író, festőművész